# Compagnie de Navigation Mixte
Die französische Reederei Compagnie de Navigation Mixte (CNM) bestand von 1850 bis 1981.

## Geschichte
Das Unternehmen wurde im Dezember 1850 vom Schiffsmakler Louis Arnaud und den Brüdern Auguste und Félix Touache als Société Louis Arnaud, Touache Frères & Cie. gegründet, um einen Liniendienst zwischen Marseille und Algerien aufzubauen. Im Jahr 1855 änderte man den Namen in Compagnie de Navigation Mixte, um auf den Wandel vom Segel- zum Dampfschiff hinzuweisen. In den Jahren 1873 bis 1883 wurde der Dienst auf Korsika ausgeweitet. 1888 wurde die Reederei zur Aktiengesellschaft umgewandelt und in Compagnie de Navigation Mixte (Compagnie Touache) umbenannt.
Im Jahr 1908 wird eine Tankschiffsreederei als Tochtergesellschaft gegründet, die Société Pétrole-Transport und der erste Öltanker in Auftrag gegeben. Da die seinerzeitige Gesetzgebung nicht mehr als einen Tanker pro Reederei erlaubte, gründete der Präsident der CNM  und der Compagnie Internationale des Pétroles, Théodore Mante, eigene Gesellschaften für drei Öltanker. Während des Ersten Weltkriegs verlor das Unternehmen ihr Schiff Medjerda – es wurde am 11. Mai 1917 versenkt, wobei 344 Menschen ums Leben kamen. Nach der Vereinfachung der Gesetzgebung zur Anzahl der Tanker pro Reederei wurden die drei Tochtergesellschaften 1918 in der neuen Gesellschaft Mazout-Transports zusammengeschlossen. Zu Beginn des Zweiten Weltkriegs bereederte die Navigation Mixte zwölf Schiffe, von denen drei zur französischen Regierung gehörten.
Nach dem Zweiten Weltkrieg wurde die Flotte erneut aufgebaut. 1957 wurden neun und 1960 bereits elf Schiffe betrieben.
1967 wird die Navigation Mixte in einer feindlichen Übernahme durch die Versicherungsgruppe „La Fortune“ übernommen. Die neuen Mehrheitseigner schließen die Mittelmeerdienste der Navigation Mixte mit denen der Compagnie Générale Transatlantique (CGT) zur Compagnie Générale Transméditerrannéenne (CGTM) zusammen, aus der 1976 die Société nationale maritime Corse Méditerranée wurde.
Im Jahr 1976 erhielt die Reederei zwei Semicontainerschiffe des Typs Key 26 von der Seebeckwerft in Bremerhaven. 1981 wurden die beiden Schiffe verkauft und das Unternehmen Navigation Mixte aufgelöst.